# كأس قرغيزستان
كأس قرغيزستان (بالروسية: Кубок Независимости Киргизии) ، هي بطولة رسمية لرياضة كرة القدم في جمهورية قرغيزستان ، أسست سنة 1992م، وتشارك فيه 36 نادياً مسجلاً للاتحاد القرغيزستاني لكرة القدم.

## وصلات خارجية
- Federation FFKR
- FIFA